# Royaume du Saloum
1493–1969
Entités précédentes :
- Mbey

Entités suivantes :
- Colonie du Sénégal

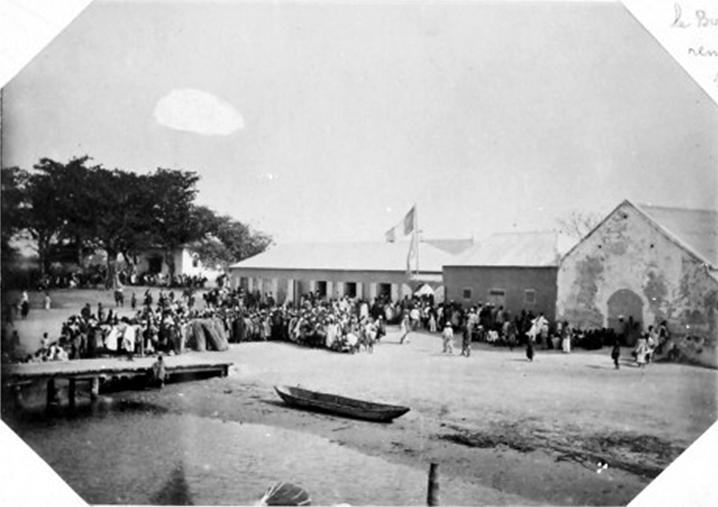
Douane de Kaolack, 1890 : « Le Maad Saloum Sémou Djimit Diouf) rend visite au Richelieu »

Le Royaume du Saloum, aussi connu sous les variantes Saalum ou Saluum dans la langue sérère, représente une entité historique majeure dans l'ouest du territoire sénégalais. Anciennement établi, ce royaume avait pour siège la ville de Kahone et était anciennement désigné sous l'appellation de Mbey dans la langue sérère. La population du Saloum est principalement constituée du peuple sérère, une caractéristique qu'il partage avec le Royaume du Sine, son voisin immédiat. Par conséquent, l'histoire, la géographie et la culture de ces deux royaumes sont étroitement entrelacées. Ils ont conjointement régné sur la région désormais communément dénommée Sine-Saloum, marquant ainsi leur empreinte significative dans l'évolution socio-politique de cette zone.

## Histoire
Le territoire du Saloum, tout comme celui du Sine, est renommé pour ses nombreux tumulus abritant les sépultures de souverains et de membres de la noblesse. Cette région comporte également un grand nombre de cercles de monolithes en pierre, dont les usages et l'histoire demeuraient jusqu'à récemment largement méconnus.
Le territoire qui fut ultérieurement désigné sous le nom de Royaume du Saloum avait originellement pour appellation Mbey, dans la langue sérère. Il est rapporté que le Maad Saloum Mbegan Ndour, vers la seconde moitié du XVe siècle (vers 1494), aurait procédé au changement de nom, lui attribuant celui de Saloum. Selon la tradition orale sérère, cette dénomination aurait été inspirée par Saalum Suwareh, un marabout de Mbegan Ndour. Selon le récit, Saalum Suwareh aurait proposé à Mbegan Ndour un talisman, en échange de quoi celui-ci devait s'engager à rebaptiser le pays en son honneur après avoir vaincu l'empire de Toucouleur et ses marabouts musulmans. Mbegan Ndour aurait accepté cette proposition et, après avoir respecté cet accord oral, aurait défait Ali Elibana Sall pour ensuite gouverner le pays.
Le consensus parmi les historiens penche en faveur d'une probable incursion du Royaume du Sine dans la région du Saloum. L'hypothèse précédente, attribuant à Saalum Suwareh le statut d'ancien roi du Saloum ayant donné son nom au territoire, a été écartée. Au lieu de cela, la communauté historiographique s'accorde à reconnaître Saalum Suwareh comme un marabout établi en Gambie, où la majorité de ses descendants résident. Mbegan fut assisté par Wali Mbéru Mbacké Ndao, originaire de Youndoume dans le Boundou. En signe de reconnaissance, Mbegan lui concéda la province du Ndoucoumane.
La population du Saloum, tout comme celle du Royaume du Sine, est principalement d'ascendance sérère. Ces deux entités sont souvent désignées sous le nom de « royaumes sérères ». Une partie importante de l'actuelle Gambie constituait autrefois des territoires du Royaume du Saloum. À son apogée, ce royaume s'étendait du sud du fleuve Saloum au nord du fleuve Gambie. Les régions jadis contrôlées par le Saloum en Gambie sont actuellement désignées sous le nom de Bas Saloum, tandis que le Haut Saloum correspond aux territoires situés au Sénégal. Le Saloum a également exercé une autorité temporaire sur le Royaume de Baol.
Les territoires des États de Sabakh et Sandial étaient sous la gouvernance respective du Fara Sabakh et du Fara Sandial, et ils étaient soumis à la suzeraineté du roi, le Maad Saloum. Vers 1862, Sambou Oumanneh Touré, un disciple de Maba Diakhou Bâ, a initié une entreprise de djihad dans les régions du Sabakh et du Sandial. Après avoir vaincu les dirigeants locaux, les Fara Sabakh et Fara Sandial, il a fusionné les deux provinces, donnant ainsi naissance à ce qui est désormais connu sous le nom de Sabakh-Sandial. Les derniers détenteurs des titres de Fara Sabakh et Fara Sandial ont péri au cours de cette campagne militaire,.
D'après la tradition, entre le XVe siècle et 1969, environ cinquante rois provenant des lignées royales patrilinéaires sérères ainsi que de la lignée royale matrilinéaire Guelwar ont été officiellement couronnés,.,Les souverains ont maintenu leur cour à Kahone, cependant, l'importance de la ville a été progressivement supplantée par la proximité du comptoir voisin de Kaolack.
Les explorateurs portugais du XVe siècle ont désigné le Saloum comme le « royaume du Borçalo », en référence à Bor-ba-Saloum, une déformation wolof signifiant « roi du Saloum » - Maad Saloum.
Antérieurement soumis au Djolof, le Saloum se trouvait fragmenté en plusieurs entités provinciales, chacune sous l'égide de grandes familles nobles originaires du territoire sénégalais. Parmi ces provinces figuraient le Ndoukoumane, le Koular, le Ngaye-signy, le Djonik ou Djilor, le Kayemor, le Log, Kahone, le Gandiaye, et le Badibou, autrefois connu sous le nom de Rip. Chacune de ces subdivisions territoriales présentait des caractéristiques distinctes en termes d'ethnies résidentes et de ressources disponibles.
Du point de vue ethnique, la population du Saloum a historiquement été composée principalement de Sérères, bien que progressivement des migrants d'origine wolof, peule, mandingue, entre autres, se soient installés dans la région,. Contrairement au Royaume du Sine, dont la population est majoritairement composée d'ethnie sérère et marquée par un attachement profond aux valeurs et pratiques traditionnelles sérères, telles que la préservation de leur religion, culture et traditions, le Saloum se distingue par sa nature plus cosmopolite,. Dans la région du Saloum, la langue sérère et le wolof conservent leur statut prédominant en tant que langues les plus couramment utilisées. Parallèlement, les langues cangin sont également employées dans cette région.
Le Saloum fut incorporé à la colonie du Sénégal. Les rois continuèrent à tenir leur cour à Kahone, mais la ville fut éclipsée commercialement par sa voisine Kaolack. Cependant, comme le Royaume du Sine, la dynastie royale a survécu jusqu'en 1969, date à laquelle le dernier roi du Saloum, Fodé N'Gouyé Diouf, est décédé. Après leur mort, tous deux furent incorporés au Sénégal nouvellement indépendant.
En 2017, les Sérères du Saloum décident de rétablir leur monarchie et Thierno Coumba Daga Ndao est choisi parmi la lignée matrilinéaire Guelowar pour succéder au trône. Après une élection controversée, il a été couronné roi le 21 mai 2017 à Kahone. Il est l'actuel roi du Saloum depuis 2024, et l'oncle maternel de l'actuel roi du Sine, Niokhobaye Fatou Diène Diouf, de la maison royale de Semou Njekeh Diouf.

## Organisation sociale

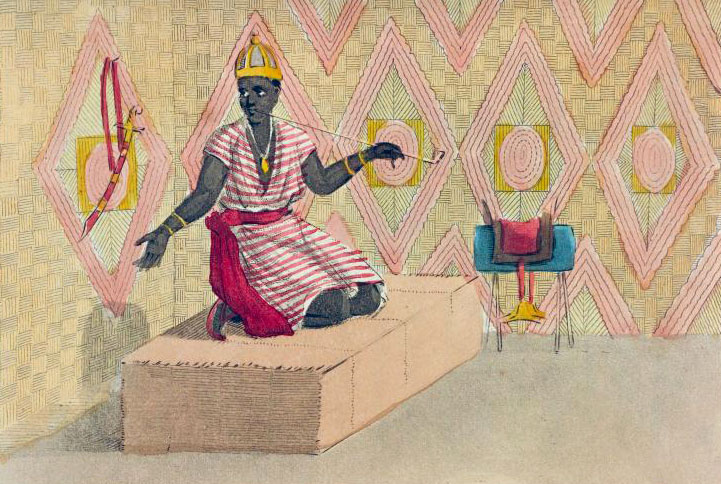
Chez le roi du Saloum (1821)

Dans la région du Saloum, les souverains se voient attribuer le titre honorifique de Maad Saloum, dérivé du terme sérère "Maad" ou "Mad", signifiant "roi". Néanmoins, la dénomination traditionnelle demeure "Bour Saloum", provenant du mot wolof "Bour", "bur" ou "buur", également traduit par "roi". Il est à noter que les conservateurs sérères privilégient l'usage du premier titre.
La hiérarchie de la noblesse au Saloum se compose de plusieurs strates. Les souverains, ou Maad Saloum, occupent le sommet de cette structure. Ils sont suivis par les grands Jaraaf, le Farba Kaba, qui dirige les forces armées, et d'autres dignitaires de haut rang.
Le Saloum connaît une grande diversité de paysages : savanes et forêts claires au nord et au centre, paysages de savanes sèches similaires à la steppe au nord-est, mangroves et forêts plus denses le long du fleuve Saloum qui traverse la région, ainsi que le long du littoral de l'océan Atlantique. L'agriculture, l'élevage, la pêche et le commerce de différents produits fournissent la richesse du Saloum. Au cours du XVIIIe siècle, des établissements commerciaux européens ont été établis dans la région du Saloum.

## Rois du Saloum
La liste ci-dessous comporte, outre le patronyme de chaque roi du Saloum, la durée et la date de début de son règne.
1. Mbégan Ndour (20 ans, 1493-) (aussi : Maad Saloum Mbegan Ndour)
2. Guiranokhap Ndong (7 ans, 1513-)
3. Latmingué Diélèn Ndiaye (23 ans, 1520-)
4. Samba Lambour Ndiaye (4 ans, 1543-)
5. Séni Ndiémé Diélèn Ndiaye (3 ans, 1547-)
6. Lathilor Badiane (9 ans, 1550-)
7. Walboumy Diélèn Ndiaye (8 ans, 1559-)
8. Maad Saloum Maléotane Diouf (45 ans, 1567-)
9. Sambaré Diop (2 ans, 1612-)
10. Biram Ndiémé Koumba Ndiaye (23 ans, 1614-)
11. Ndéné Ndiaye Marone Ndao (2 ans, 1637-)
12. Mbagne Diémel Ndiaye (6 ans, 1639-)
13. Waldiodio Ndiaye (9 ans, 1645-)
14. Amakodou Ndiaye (35 ans, 1654-)
15. Amafal Fall (6 mois, 1689-)
16. Amadiouf Diouf (6 ans, 1690-)
17. Sengane Kéwé Ndiaye (30 ans, 1696-)
18. Lathilor Ndong (4 ans, 1726-)
19. Amasiga Seck Ndiaye (2 ans, 1730-)
20. Biram Khourédia Tièk Ndao (2 ans, 1732-)
21. Ndéné Ndiaye Bigué Ndao (19 ans, 1734-)
22. Mbagne Diop (7 ans, 1753-)
23. Mbagne Diogop Ndiaye Mbodj (7 ans, 1760-)
24. Sandéné Kodou Bigué Ndao (2 ans, 1767-)
25. Sengane Diogop Mbodj (7 ans, 1769-)
26. Ndéné Diogop Mbodj (2 ans, 1776-)
27. Sengane Dégèn Ndiaye (6 mois 10 jours, 1778-)
28. Sandéné Kodou Fall Ndao (9 ans, 1778-)
29. Biram Ndiémé Niakhana Ndiaye (12 ans, 1787--)
30. Makoumba Diogop Mbodj (7 ans, 1803-)
31. Ndéné Niakhana Ndiaye (7 ans, 1810-)
32. Biram Khourédia Mbodj Ndiaye (6 ans, 1817-)
33. Ndéné Mbarou Ndiaye (1 mois, 1823-)
34. Balé Ndoungou Khourédia Ndao (28 ans, 1823-) (Maad Saloum Ballé N'Gougou N'Dao)
35. Bala Adama Ndiaye (3 ans, 1851-)
36. Socé Bigué Ndiaye (16 jours, 1854-)
37. Koumba Ndama Mbodj (4 ans, 1855-) (Maad Saloum Coumba N'Dama Mbodj)
38. Maad Saloum Samba Laobé Latsouka Fall (5 ans, 1859-)
39. Fakha Fall (7 ans, 1864-)
40. Niawout Mbodj (5 ans, 1871-)
41. Sadiouka Mbodj (3 ans, 1876-)
42. Maad Saloum Guédel Mbodj  (17 ans, 1879-)
43. Maad Saloum Sémou Djimit Diouf (3 ans, 1896-)
44. Ndiémé Ndiénoum Ndao (3 ans, 1899-)
45. Ndéné Diogop Diouf (1 an, 1902-)
46. Sémou Ngouye Diouf (10 ans, 1903-)
47. Gori Tioro Diouf (6 ans, 1913-)
48. Mahawa Sémou Diouf (16 ans, 1919-)
49. Maad Saloum Fodé N'Gouye Diouf (34 ans, 1935-1969)